# アル・ヘイグ
アル・ヘイグ（Allan Warren Haig、1922年7月22日 - 1982年11月16日）は、アメリカのジャズピアニスト。ビバップ期を代表する白人プレイヤーの一人。

## 経歴
1922年7月22日、ニュージャージー州ニューアーク生まれ。9歳でピアノを始め、ハイスクール時代から演奏活動に入り、1930年代はビッグバンドやナット・キング・コール、テディ・ウィルソンなどの演奏に親しむ。
ハイスクールを卒業後、沿岸警備隊に入隊。隊務のかたわらボストン周辺でフリーのミュージシャンとして活動。奨学金を受けてオーバリン大学で楽理を学ぶが中退し、1944年にはニューヨークに進出しプロ活動に入る。ヘイグは52丁目を拠点に、ディジー・ガレスピーやチャーリー・パーカー、チェット・ベイカーなどと共演。1949年にはマイルス・デイヴィスの 『クールの誕生』の録音に参加した。
1952年にはロサンゼルスに移り、スタン・ゲッツなどのグループで活動。1954年にニューヨークに戻り、いくつかのレーベルでリーダー作を発表するものの、自宅のあるニュージャージー周辺を活動の場としていたため、次第にジャズ・ジャーナリズムからも遠ざかり、1960年代はわずか1作のアルバムを発表しただけで1968年には妻の殺害嫌疑をかけられるなど（のちに不起訴となる）不遇の時を過ごす。
1970年代に入り、マンハッタンのバー「グレゴリーズ」への出演などで糊口を凌ぎ、1973年にはイギリスに移住。翌年秋に発表したアルバム『インヴィテーション』が高い評価を受けて本格的なカムバックを果たす。以後はヨーロッパや日本のレーベルなどにも多くの録音を残した。1982年11月16日、心不全のためニューヨークの自宅で死去した。

## 演奏スタイル
アル・ヘイグはビバップ全盛期を代表するピアニストとして知られるが、ヘイグ自身によれば、バド・パウエルの演奏スタイルからの直接的な影響は受けていない。タッチもパウエルより軽やかで、珠を転がすようなシングルトーンや右手のトレモロなどに見られるような、端正で印象主義的な演奏を特長としている。
ヘイグは1944年頃にプロの世界に身を投じたが、ギタリスト、タイニー・グライムズのバンドで演奏しているところをディジー・ガレスピーとチャーリー・パーカーに誘われて、彼らのグループに入った。ヘイグによれば、彼の演奏スタイルは、パーカーたちの音楽性に合わせるために自己流で生み出したもので、バド・パウエルの演奏を聴いたのはさらに後のことだと言う。
ジャズ演奏家としては珍しく昼型の生活を続け、22時以降は仕事をしないというポリシーを貫いたが、1950年代以降にビバップ・ムーブメントが終息したのちは録音の機会にも恵まれず、レストランに昼間出演して糊口をしのいだ。
私生活で普段聴く音楽はクラシック音楽で、ラヴェルやラフマニノフなどの音楽を好み、マルタ・アルゲリッチやロベール・カサドシュなどの演奏を好んだ。ヘイグのアルバムを手がけたプロデューサーの妙中俊哉は、リハーサル中にヘイグがショパンの「英雄ポロネーズ」を弾き始めたと述懐しており、演奏メンバーや録音エンジニアリングに対するこだわりも強かったという。
1970年のインタビューで、ヘイグは自分の好みのジャズ・ピアニストとして、アーマッド・ジャマルを筆頭に、ビル・エヴァンス、バリー・ハリス、エルモ・ホープ、ジュニア・マンス、ボビー・ティモンズ、ハービー・ハンコックなどを挙げている。
1974年に『インヴィテーション』でカムバックを果たした時、ジャズ評論家の油井正一は「自己が守り続けてきた音楽性が時代の要求にぴったり符合した」と評しており、同じようなスタイルのピアニストとして、トミー・フラナガンやハンク・ジョーンズなどを挙げた。
ヘイグはカムバック後にはアコースティック・ピアノのみならず、エレクトリック・ピアノも演奏し、1982年に没するまで20枚ほどのアルバムを発表した。
また、自身でも作曲を手がけ、演奏スタイルには違いがあるものの、アルバムやライヴでたびたびバド・パウエル、チャーリー・パーカー、デューク・エリントン、J・J・ジョンソン、ウェイン・ショーターなどの作品を取り上げている。

## ディスコグラフィー

### リーダー・アルバム
- ミーツ・ザ・マスター・サックス Vol.1, 2 & 3 (Spotlite, 1948)
- トリオ・アンド・クインテット (プレスティッジ、1970)
- ライブ・イン・ハリウッド (Xanadu, 1952)
- ザ・セッションズ Vol.1 (Vantage, 1953) - リー・コニッツと共同名義
- ジャズ・ウィル・オー・ザ・ウィスプ (Esoteric, 1954) 1954年3月13日録音
- アル・ヘイグ・トリオ (Period, 1954) 1954年3月13日録音
- アル・ヘイグ・カルテット (Period, 1954) 1954年9月録音
- アル・ヘイグ・トゥデイ！ (Mint, 1965)  1965年7月6日録音
- インヴィテーション (Spotlite, 1974) 1974年1月7日録音
- スペシャル・ブルー (Spotlite, 1974) - ジミー・レイニー（英語版）と共同名義 1974年11月27日録音
- ストリング・アタッチト (Choice, 1975)  - ジミー・レイニーと共同名義 1975年3月録音
- チェルシー・ブリッジ (East Wind Records, 1975) 1975年7月7,8日録音
- ピアノ・インタープリテーション (Trio/Nadja, 1976) 1976年2月24,25日録音
- ピアノ・タイム (SeaBreeze, 1976)
- デューク・アンド・バード (East Wind, 1976) 1976年5月6日録音
- インタープレイ (Trio/Nadja, 1976) - ジャミル・ナッサー（英語版）と共同名義 1976年11月16日録音
- セレンディピティ (Interplay, 1977)
- アイ・ラブ・ユー (Interplay, 1977) 1977年2月18日録音
- マンハッタン・メモリーズ (SeaBreeze, 1977) 1977年7月10日録音
- バド・パウエルの肖像 (Interplay, 1977) 1977年7月11日録音
- バースデイ・セッション (Progressive, 1977) - "Reminiscence", "Ornithology" 1977年7月22日録音
- ステイブルメイツ (Spotlite, 1977) - ジョン・アードリー（英語版）と共同名義
- アル・イン・パリ (Musica, 1977)
- パリジャン・ソロウェア (Musica, 1977)
- 今宵の君は〜プレイズ・ジェローム・カーン (Trio, 1978) - ヘレン・メリル参加
- バド・パウエルの肖像・ライブ (Interplay, 1978) - 発表は2009年
- エニグマ (Jazz Ball, 1978)
- ウン・ポコ・ローコ (Spotlite, 1978)
- エクスプレスリー・エリントン (Spotlite, 1978,1979) - ジャミル・ナッサーと共同名義 1978年10月14日録音
- ブルー・マンハッタン (Interplay, 1980)
- ビバップ・ライブ (Spotlite, 1982) 1982年5月27日録音

### 参加アルバム
ベン・ウェブスター、フリップ・フィリップス
- クラシック・テナーズ (Flying Dutchman, 1946)

ビル・デアランゴ
- Bill DeArango Septet (Signature, 1946)

チェット・ベイカー
- チェット・ベイカー・イン・ニューヨーク (Riverside, 1958)

チャーリー・パーカー
- ヤードバード・イン・ロータスランド (Spotlite, 1945)
- バード・アット・ザ・ルースト Vol.1, 2 (Savoy, 1948,1949)
- ジャズ・パレニアル (Verve, 1949)
- スウェディッシュ・シュナップス (Verve, 1949)
- ライブ・イン・カーネギーホール (Bandstand, 1949)
- バード・イン・パリ (Spotlite, 1949)
- バード・アット・セントニックス (Jazz workshop, 1950)
- バード・ウィズ・ストリングス (CBS, 1950)
- The Bird You Never Heard (Stash, 1950)
- チャーリー・パーカー・ウィズ・ストリングス(Verve, 1950)
- ナウズ・ザ・タイム (Verve, 1953)

チャーリー・パーカー、チェット・ベイカー
- イングルウッド・ジャム (Jazz Chronicles, 1952)

コールマン・ホーキンス
- コールマン・ホーキンス・アンド・ヒズ・オールスターズ (Clef, 1949)

ダニー・ペイン
- Danny Payne (Discovery, 1949)

デイヴ・ランバート
- Dave Lambert (Capitol, 1949)

ディジー・ガレスピー
- Snaw ‘Nuff (Musicraft, 1945)
- Dizzy Gillespie (Victor, 1946)

エディ・ロックジョウ・デイヴィス
- Eddie “Lockjaw” Davis Quartet (Apollo, 1947)

ファッツ・ナヴァロ
- ノスタルジア (Savoy, 1946)
- The Thin Man Meets Fat Boy Vol.1, 2 (Misterioso, 1949)

ハリー・ババシン
- Harry Babasin quartet (Pacific jazz, 1952)

ハリー・ベラフォンテ
- Harry Belafonte (Jubilee, 1949)

アーブ・ランス
- Herb Lance (Sittin’ in, 1948)

J.C.ハード
- J.C.Heard Septet (Apollo, 1948)

ジミー・ドーシー
- Jimmy Dorsey and His Orchestra (MGM, 1947)

ジュニア・ダニエルズ
- Junior Daniels (Discovery, 1949)

マックス・ローチ
- マックス・ローチ・クインテット (Jazz Legacy, 1949)

マイルス・デイヴィス
- クールの誕生 (Capitol, 1949)
- ノネット1948, ジャム1949 (Royal jazz, 1949)

フィル・ウッズ、ドナルド・バード
- ザ・ヤング・ブラッズ (Prestige, 1956)

リッチー・カミューカ、リー・コニッツ、コンテ・カンドリ、フランク・ロソリーノ
- クレフ・セッションズ (Interplay, 1953) - 発表は2009年

レッド・ロドニー
- ヤングメン・ウィズ・ホーンズ (Keynote, 1946)

スタン・ゲッツ
- スタン・ゲッツ・カルテット (Prestige, 1949,1950)
- プリザヴェーション (Prestige, 1949)
- コンプリート・ルースト・セッション Vol.1 (Roost, 1950)
- アット・ストーリーヴィル Vol.1, 2 (Roost, 1951)

スタン・ゲッツ、ズート・シムズ、ポール・クインシェット、ワーデル・グレイ
- テナーズ・エニワン? (Dawn, 1949)

ワーデル・グレイ
- イージー・スウィング (Swingtime, 1949)
- ワーデル・グレイ・メモリアル Vol.1 (Prestige, 1949)

その他
- コンプリート・ダイアル・レコーディングス (Dial, 1946)
- イン・ザ・ビギニング・ビバップ (Savoy, 1946)
- Mad Lad Returns (Misterioso, 1950)
- The Thin Man Meets Mad Lad (Misterioso, 1950)
- Jazz Pianists Galore (Pacific jazz, 1952)
- They All Played Bebop (CBS, 1977)
- I Remember Bebop (CBS, 1977)
- A Look at Yesterday (Mainstream, 1948)